# Sakura no sono
Sakura no sono (櫻の園) est un manga d'Akimi Yoshida.

## Résumé
Le club de théâtre d'un lycée privée pour filles décide de monter La Cerisaie d'Anton Tchekhov.

## Adaptations

### Films
Le réalisateur Shun Nakahara a adapté le manga par deux fois au cinéma :
- 1990 : Sakura no sono avec Hiroko Nakajima
- 2008 : Sakura no sono avec Saki Fukuda

### Théâtre
Le manga a été adapté au théâtre en 1994 au Tokyo Metropolitan Art Space et en 2007 et 2009 au théâtre d'Aoyama
.